# کاتارینا گریسمر
کاتارینا گریسمر (انگلیسی: Katharina Griessemer؛ زادهٔ ۱۳ ژوئیهٔ ۱۹۸۶) بازیکن فوتبال اهل آلمان است.
از باشگاه‌هایی که در آن بازی کرده‌است می‌توان به باشگاه فوتبال زنان بایرن مونیخ و باشگاه فوتبال نورنبرگ اشاره کرد.